# Iskallt för 007
Iskallt för 007 (originaltitel Icebreaker), som först publicerades 1983, är den tredje romanen av John Gardner om Ian Flemings agent James Bond.

## Handling
Runt omkring i världen genomförs en serie terroristaktioner av en grupp som kallar sig National Socialist Action Army (NSAA), som inte lämnar några spår efter sig. 
James Bond, som nyligen varit på träningsuppdrag i den finländska delen av Arktis, tar en paus på vägen hem för att träffa Paula Vacker, en finska han då och då är tillsammans med. Istället för det tänkta romantiska mötet upptäcker han att två män finns i Vackers lägenhet, men Bond lyckas övermanna dem. Han får reda på av Vacker att hon möjligen diskuterat Bond med sin kollega Anni Tudeer.
Väl tillbaka i London får Bond order av sin chef M att åka till Madeira och där påbörja ett samarbete med företrädare för tre andra säkerhetstjänster: Kolya Mosolov från ryska KGB, Brad Tirpitz från amerikanska CIA och Rivke Ingber från israeliska Mossad – efter att ryssarna bett om hjälp med att lösa gåtan med NSAA. Men Bond upptäcker att Vackers kollega Anni Tudeer är släkt med den forne nazisten Arne Tudeer som försvann efter andra världskriget.
Samarbetet mellan de fyra underrättelsetjänsterna börjar skakigt, med undanhållen information, som att Arne Tudeer numera går under namnet greve Konrad von Glöda. Det visar sig att den kvinnliga israeliska agenten Ingber egentligen är Anni Tudeer, men att hon har tagit avstånd från sin far och bytt nationalitet. Bond inleder ett förhållande med henne. Efter mötet åker Bond vidare till deras nästa möte i norra Finland. Han tänker då besöka Paula Vacker, som han hoppas på att få mer information från. Istället visar det sig att hon försvunnit. Däremot finns Tudeers nazistmedaljer i hennes lägenhet. Bond åker vidare, men blir anfallen i sin Saab av tre enorma snöplogar. Han lyckas dock genom en kombination av skicklighet och bilens extrautrustning övermanna förarna och åka vidare.
Efter de fyra agenternas andra möte i norra Finland äger ett attentat rum där Ingber skadas, och strax därefter visar det sig att hon försvunnit. Bond, Kolosov och Tirpitz tvingas dock påbörja snöskoterresan ännu längre norrut där NSAA:s operationsbas ligger, men Tirpitz misstänker Kolosov och försöker förbereda sig inför det mordförsök på honom som han upptäckt att Kolosov tänker genomföra. Bomben sprängs och Bond är osäker på om Tirpitz klarat sig.
När Bond och Kolosov kommer fram visar det sig att Kolosov arbetar med von Glöda, liksom också Paula Vacker. von Glödas projekt är ett sätt att skapa en fortsättning på Adolf Hitlers Tredje Rike, något som även Tirpitz visar sig vara en del av. Bond torteras för att få veta om en av von Glödas soldater berättat för MI6 om hans nya planer. Bond blir dock räddad av Vacker. Tillsammans flyr de, och ser hur Kolosovs kollegor förråder von Glöda och spränger hans bas. Kolosov lyckas fånga in Bond och använder honom för att fånga in von Glöda, men Bond dödar dem båda och förhindrar därmed vidare terroristattacker.

## Karaktärer (i urval)
- James Bond
- Konrad von Glöda/Arne Tudeer
- M
- Erik Carlsson
- Kolya Mosolov
- Rivke Ingber
- Brad Tirpitz
- Aslu
- Niiles

## Om boken
- Innan uppdraget får Bond en treveckorskurs i att köra bil i arktiska förhållanden av Erik Carlsson.
- Gardner berättar på sin officiella hemsida, att förlaget förkastade hans titel Icebreaker, men att det till slut blev det ändå, eftersom alla andra förslag var ännu sämre (se här för mer information).